# Démofoón (Mysliveček, 1769)
Démofoón (v italském originále Demofoonte) je opera ve třech jednáních českého skladatele Josefa Myslivečka. Bylo to skladatelovo první zhudebnění tohoto populárního libreta italského básníka Pietra Metastasia, poprvé uvedeného v roce 1733 s hudbou Antonia Caldary. Tato opera (a všechny ostatní Myslivečkovy opery) náleží k žánru vážné opery nazývanému v italštině opera seria.

## Vznik a historie díla
Démofoón měl premiéru dne 17. ledna 1769 v benátském divadle Teatro San Benedetto. Měl velký úspěch; Myslivečkův první životopisec František Martin Pelcl dokonce tvrdí, že benátská šlechta stála ve špalíru před divadlem, aby aplaudovala jeho talentu. Roli Timanta v tomto nastudování zpíval slavný kastrát Gaetano Guadagni v poslední fázi své dlouhé kariéry. V 18. století byla Metastasiova libreta tak populární (a reprízy tak řídké), že bylo běžné, že skladatel zhudebnil totéž libreto vícekrát. To je i případ Myslivečkova Démofoónta: druhou verzi uvedl v neapolském divadle Teatro San Carlo roku 1775.

## Spojitost s Mozartem
Předehra komponovaná pro tuto operu je nejzajímavějším aspektem tohoto díla, protože ji nesmírně obdivoval mladý Wolfgang Amadeus Mozart. V krátké zprávě, kterou psal své sestře z Milána dne 22. prosince 1770, ji naléhavě žádal, aby zjistila, zda mají v Salcburku k dispozici její kopii. Nemají-li, slibuje, že s sebou její opis přinese. Mozart dlouho používal tuto předehru jako zdroj hudebních motivů. V celé Mozartově korespondenci není žádná jiná hudba, již lze připsat konkrétní osobě jiné než Mozartovi samotnému, právě kromě not, kterými Mozart zachycuje začátek partu prvních houslí této předehry, aby umožnil sestře její identifikaci.

## Osoby a první obsazení
| Osoby                                                                      | Hlasový obor          | Premiéra (17. ledna 1769)         |
| -------------------------------------------------------------------------- | --------------------- | --------------------------------- |
| Démofoón (Demofoonte), král thrácký                                        | tenor                 | Francesco Zanetti                 |
| Dirkéa (Dircea), tajná manželka Timanta                                    | soprán                | Anna Lucia de Amicis-Buonsollazzi |
| Timantés (Timante), považovaný za syna Démofoónta a dědice thráckého trůnu | mezzosoprán (kastrát) | Gaetano Guadagni                  |
| Kreusa (Creusa), fryžská princezna, Timantova zamýšlená nevěsta            | soprán                | Marianna Lombardi                 |
| Cherintos (Cherinto), syn Démofoónta, zamilovaný do Kreusy                 | soprán (kastrát)      | Giovanni Ripa                     |
| Matusios (Matusio), považovaný za Dirkéina otce                            | bas                   | Francesco Sandali                 |
| Adrastos (Adrasto), kapitán královské gardy                                | soprán (kastrát)      | Giovanni Caffariello              |

## Děj opery
V thráckém království panuje král Démofoón; má dva syny, staršího Timanta a mladšího Cherinta. V Apollónově chrámu musí být každý rok obětována jedna panna. Kdy se Démofoón ptal věštírny, jak dlouho musí tento obřad pokračovat, dostal záhadnou odpověď: "tak dlouho, dokud na trůně sedí nevinný uchvatitel".

### 1. dějství
(Visuté zahrady) Matusios se snaží ochránit svou dceru Dirkéu před tím, aby byla vylosována k oběti (árie O più tremar non voglio). On ani Démofoón ale nevědí, že Dirkéa je tajně provdána za Timanta a má s ním i syna; jenže žena nekrálovského rodu, která by se provdala za královského prince, musí podle zákona zemřít. Timantés slibuje své manželce, že se ji pokusí zachránit; Dirkéa v něj skládá důvěru (árie In te spero, o Sposo amato). Démofoón Timantovi sděluje, že chce, aby se Timantés oženil s fryžskou princeznou Kreusou. Timantés se přirozeně zdráhá, Démofoón je však pevný (árie Per lei fra l'armi dorme il Guerriero). Timantés sám se strachuje zejména o svou manželku, jejíž záchrana je tím ztížena (árie Sperai vicino il lido).
(Proměna - mořský přístav) Princezna Kreusa právě přijíždí v průvodu Timantova mladšího bratra Cherinta. Cherintes se do ní zamiloval, Kreusa si však smí (a hodlá) vzít jen dědice království. Timantés se s ní setkává a prosí ji, aby netrvala na sňatku s ním; důvod ovšem neudá. Tím se princezna cítí uražena. Ponouká Cherinta k pomstě na Timantovi, a když se ten zdráhá, pranýřuje jeho zbabělost (árie Non curo l'affetto). Cherintes je natolik zamilován, že mu učaruje i princeznin temperament (árie Balena in quel sembiante).
Matusiova snaha o ochranu dcery se minula účinkem. Rozzlobený Démofoón naopak nařídil, aby i bez losování letošní obětí byla právě ona. Matusios dceři sděluje královo rozhodnutí. Totéž se dozvídá i Timantés. Všechny tři překvapí královská stráž vedená Adrastem, která Dirkéu zadrží a odvádí (Dirkéina árie Padre, perdona... Oh pene!). Osamělý Timantés si zoufá (doprovázený recitativ a árie Che fiero tormento).

### 2. dějství
(Galerie) Kreusa rozhořčeně vypráví Démofoónovi o tom, že Timantés si ji nechce vzít (árie Tu fai chi son: tu fai). Timantés v rozhovoru s otcem žádá jednak o to, aby ušetřil Dirkéu, jednak o to, aby si nemusel vzít Kreusu. Otec, který by jedné z proseb byl ochoten vyhovět, obojí odmítá. Timantés jej v rozhořčení uráží (árie Prudente mi chiedi?).
(Proměna - komnata) Matusio prosí Timanta, aby Dirkéi pomohl uprchnout (árie Vado, ma d'una figlia). Obětníci přivádějí Dirkéu. Timantés jí slibuje vysvobození. Pak se ale Dirkéa potkává s Kreusou a uvědomuje si situaci; odevzdává se osudu a Kreuse slibuje, že si ji Timantés vezme (árie Se tutti i mali miei). Dirkéa Kreusu dojme, a ještě více obnovené Cherintovo vyznání lásky (árie No, non chiedo, amate stelle). Rozhodne se proto za Dirkéu intervenovat u krále.
(Proměna - Apollónův chrám) Dirkéa má být obětována. Timantés však vtrhne do chrámu a obřad přeruší. Na Démofoónovu žádost přiznává: je nutno Apollónův oltář chránit před znesvěcením - Dirkéa totiž není, jak je žádáno, panna, nýbrž manželka a matka. Démofoón zuří (árie Perfidi, già che in vita). Oba manželé jsou uvrhnuti do vězení a čeká je smrt. Dirké a Timantés se loučí v duetu La destra ti chiedo.

### 3. dějství
(Dvorana vězení) Adrastes přemlouvá Timanta, aby se zachránil tím, že po smrti Dirkéy svolí k sňatku s Kreusou, ale marně (árie Non odi consiglio?). Cherintos přináší zprávu, že Kreusa vyprosila u Démofoónta (za pomoci malého Olinta, Timantova a Dirkéina syna) milost pro Timanta i Dirkéu; Timantes se rozhodne vzdát se nároku na trůn ve prospěch svého bratra, aby si Cherintos mohl vzít Kreusu.
Náhle je nalezen dopis, který prozrazuje, že Dirkéa je Démofoóntovou dcerou, a tedy Timantes a Dirkéa jsou sourozenci. Timantés k překvapení všech namísto radosti zoufá a snaží se Dirkéi vyhýbat (árie Misero Pargoletto). Démofoón je překvapen a rozladěn (árie Odo il suono de'queruli accenti), Dirkéa zmatená a sklíčená (árie Che mai risponderti) Naštěstí brzy vyjde najevo, že Timantés je ve skutečnosti synem Matusia. Všichni jsou šťastni: sňatek Timanta a Dirkéy se stává právoplatným a Cherintos je skutečným korunním princem a může se oženit s Kreusou. Není již třeba obětovat panny, protože Timantes již není "nevinným uchvatitelem trůnu". (Závěrečný sbor Par maggiore ogni diletto.)

## Nahrávky
Nahrávka celé opery neexistuje, předehru však nahrála rakouská dirigentka Michi Gaiggová a L'Orfeo Baroque Orchestra, vydal CPO Records.